# Bullenhuser Damm

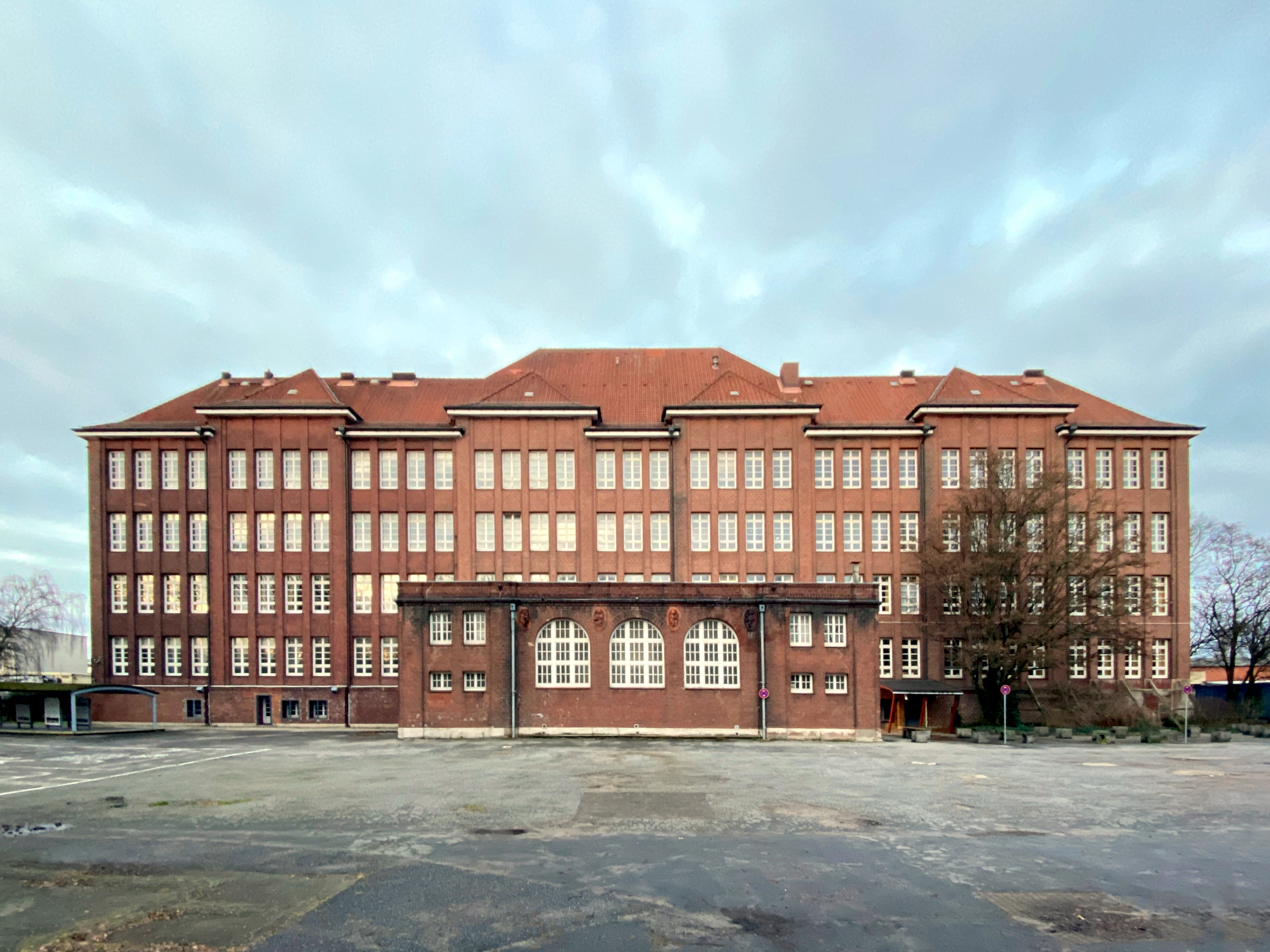
Bullenhuser Damm.

Bullenhuser Damm är en före detta skolbyggnad vid gatan med samma namn i Hamburg.
Natten den 20 april 1945, i andra världskrigets slutskede, fördes tjugo judiska barn till Bullenhuser Damm och mördades i dess källare. Barnen hade i koncentrationslägret Neuengamme utnyttjats för medicinska experiment. Barnens fyra skötare och trettio sovjetiska krigsfångar mördades även.
Barnen kläddes av och gavs morfininjektioner av lägerläkaren Alfred Trzebinski. Därefter fördes de in i ett intilliggande rum, där de hängdes.

## De 20 barnen
- Marek James, 6-årig pojke
- H. Wassermann, 8-årig flicka
- Roman Witonski, 6-årig pojke
- Eleonora Witonska, 5-årig flicka
- Roman Zeller, 12-årig pojke
- Eduard Hornemann, 12-årig pojke
- Alexander Hornemann, 9-årig pojke
- Riwka Herszberg, 7-årig flicka
- Georges André Kohn, 12-årig pojke

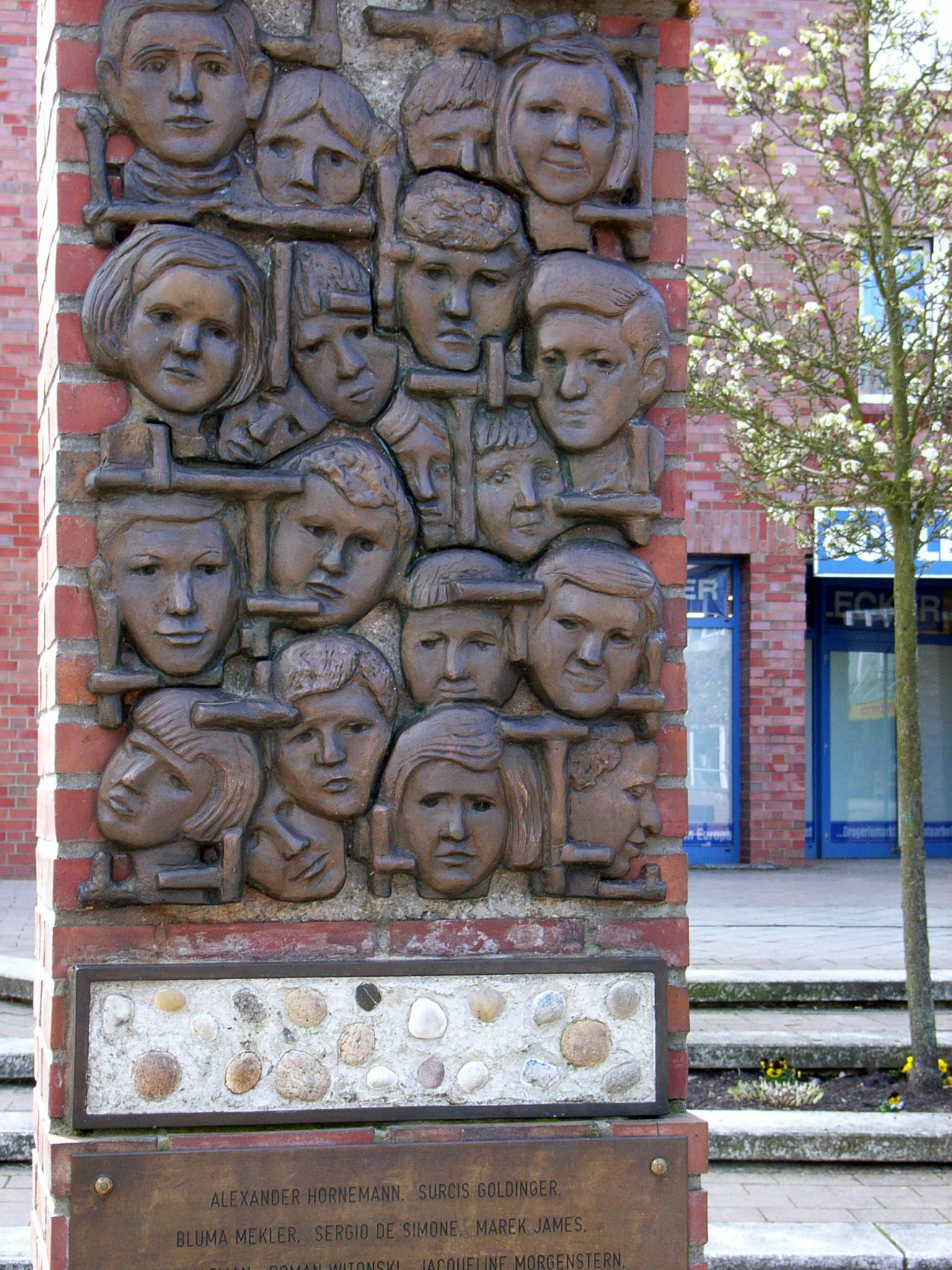
Monument över barnen som mördades i Bullenhuser Damm.

- Jacqueline Morgenstern, 12-årig flicka
- Ruchla Zylberberg, 8-årig pojke
- Eduard Reichenbaum, 10-årig pojke
- Mania Altman, 5-årig flicka
- Sergio de Simone, 7-årig pojke
- Marek Steinbaum, 10-årig pojke
- Walter Jungleib, 12-årig pojke
- Sara Goldfinger, 11-årig flicka
- Lelka Birnbaum, 12-årig flicka
- Lea Klygerman, 8-årig flicka
- Bluma Mekler, 11-årig flicka

### Webbkällor
- ”The Children of Bullenhuser Damm” (på engelska). The Children of Bullenhuser Damm association. Arkiverad från originalet den 11 april 2014. https://archive.is/20140411192647/http://www.kinder-vom-bullenhuser-damm.de/_english/the_20_children.html. Läst 11 april 2014.
- ”Die Lager und Gedenkstätten: Die Schule am Bullenhuser Damm” (på tyska). Schoah.org. Arkiverad från originalet den 11 april 2014. https://www.webcitation.org/6OlFboAUY?url=http://www.schoah.org/stumme-zeugen/bullenhuser-damm.htm. Läst 11 april 2014.